# Gerry McGeer

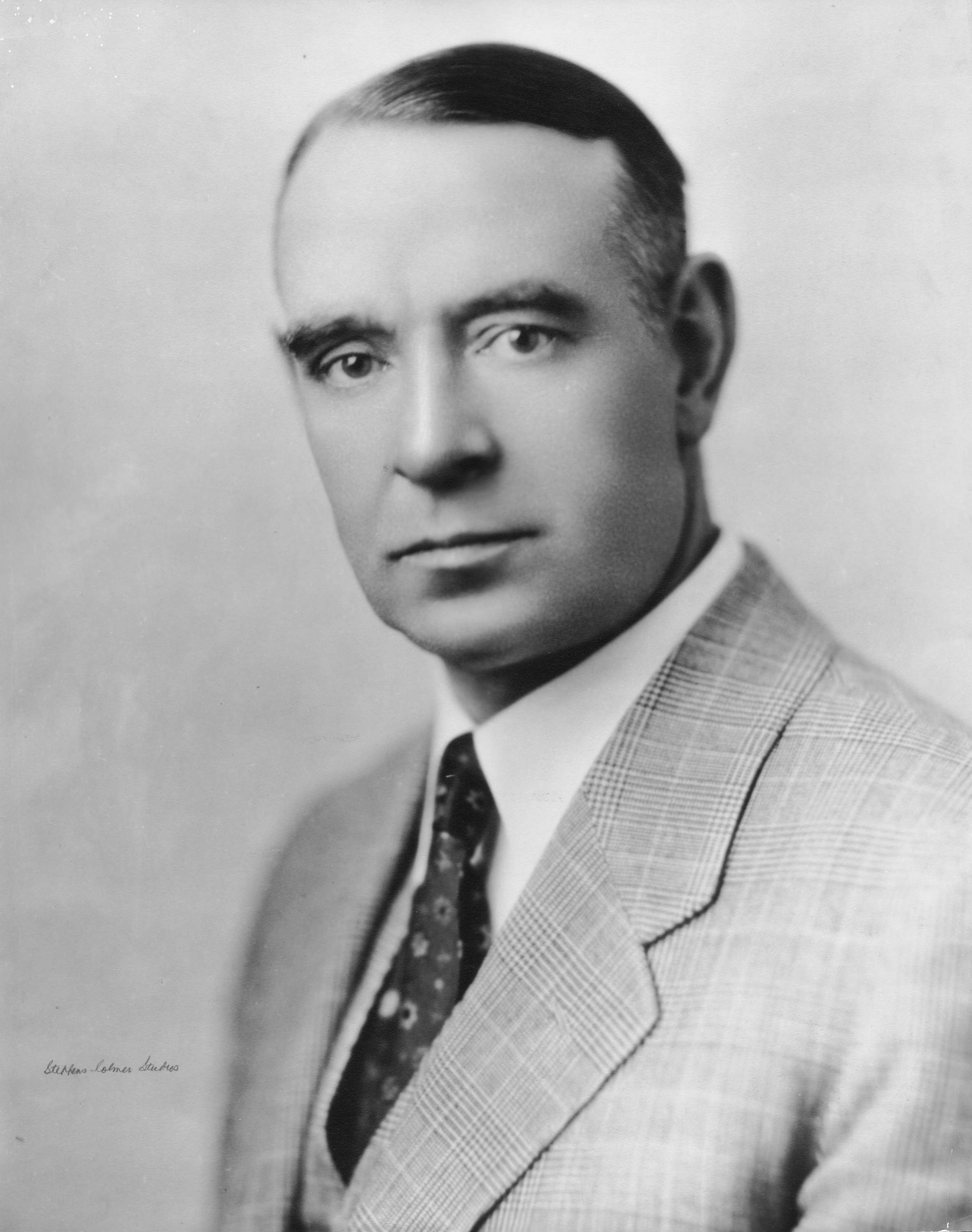
Gerry McGeer, 1935.

Gerald Grattan McGeer, född den 6 januari 1888, död den 11 augusti 1947, var en advokat, populistisk politiker och penningreformist från British Columbia, Kanada. Han tjänade som Vancouvers 22 borgmästare, representerade Liberal Part of Canada i landets riksdag och invald i Senaten. 